# Dead Space (2023)
Dead Space is een computerspel ontwikkeld door Motive Studio en uitgegeven door Electronic Arts voor de PlayStation 5, Xbox Series en Windows. Het survival horrorspel kwam uit op 27 januari 2023.
Het spel is een remake van het oorspronkelijke spel Dead Space uit 2008.

## Verhaal
De speler neemt de rol aan van Isaac Clarke, die op een ruimtemijnschip een speciaal object vindt. Na de vondst wordt Clarke overvallen door hordes kwaadaardige monsters, de Necromorph. Deze wezens bezitten telepatische krachten en weten bezit te nemen van Clarke's gedachten, die langzaam begint te hallucineren.

## Ontvangst
| Recensiescore             | Recensiescore                |
| Recensieverzamelaar       | Score                        |
| ------------------------- | ---------------------------- |
| Metacritic                | 87% (PC) 89% (PS5) 89% (XBS) |
| Publicist                 | Score                        |
| Destructoid               | 8,5                          |
| Electronic Gaming Monthly | 5/5                          |
| Game Informer             | 9                            |
| GameSpot                  | 9                            |
| IGN                       | 9                            |

Het spel ontving zeer positieve recensies. Men prees het grafische gedeelte, de gameplay, muziek, actiescenes en het verhaal. Dead Space werd genomineerd als Ultimate Game of the Year bij de Golden Joystick Awards in 2023.
Op recensieverzamelwebsite Metacritic heeft het spel scores van 87% (PC), 89% (PS5) en 89% (Xbox Series).
Dead Space was het op één na bestverkochte spel van januari 2023. Ondanks dat Electronic Arts geen verkoopcijfers bekendmaakte, zou het spel minder goed dan verwacht zijn verkocht.